# Harmonia (mitologia)
En la mitologia grega, segons les versions de Samotràcia, Harmonia o Harmònia (en grec antic: Ἁρμονία; en llatí: Harmŏnĭa) és filla de Zeus i Electra, una de les filles d'Atlas i, per tant, era germana de Còrit, Dàrdan i Jasió. Segons altres genealogies, era filla d'Ares i Afrodita.
Harmonia va contreure matrimoni amb Cadme, bé perquè ell la va trobar quan anava a la recerca de la seva germana Europa o bé atorgada per Zeus. Al casament hi van assistir tots els déus. Van portar-hi presents, els més cèlebres van ser un vestit i un collaret. El vestit era un present d'Atena (o d'Afrodita), teixit per les Càrites, i el collaret era un present d'Hefest, tot i que hi ha fonts que apunten cap a Afrodita o Atena com a responsables del present, o fins i tot el mateix Cadme. El cas era que el collaret estava maleït i portava mala sort al seu posseïdor, com a Jocasta. Polinices, que l'havia heretat, el va emprar per a subornar Erifile a canvi de convèncer el seu marit, Amfiarau, que iniciés una expedició militar contra Tebes. Al final de les seves vides, Cadme i Harmonia van abandonar Tebes i van fer cap a Il·líria, on van ser transformats en serps.
El nom d'Harmonia estava relacionat amb l'abstracció que representava l'harmonia, l'equilibri i la concòrdia. El seu corresponent llatí és Concòrdia. Ambdues tenen els seus contraris, Eris i Discòrdia respectivament.
Harmonia va esdevenir un personatge popular a la mitologia amb nombroses aparicions a l'art posterior. Destaca l'òpera Cadmus et Hermione que recrea els seus amors.